# Cave 68000 Hardware
Cave 68000 Hardware es una placa de arcade creada por Cave.

## Descripción
El Cave 68000 Hardware fue lanzada por Cave en 1994.
El sistema tenía un procesador Motorola 68000, y a cargo del audio estaban los chips YMZ280B o 1 o 2 OKIM6295 + YM2203 / YM2151 (Opcional), en algunos juegos se encontraba manejado por el procesador Z80.
En esta placa albergó a 17 títulos.

## Especificaciones técnicas

### Procesador
- Motorola 68000

### Audio
- Zilog Z80 (en algunos títulos)

Chips de sonido:
- - YMZ280B o 1 o 2 OKIM6295 + YM2203 / YM2151 (Opcional)

## Lista de videojuegos
- Air Gallet (1996)
- Dangun Feveron / Fever S.O.S. (1998)
- Do Donpachi (1997)
- Do Donpachi Campaign Version (1997)
- Donpachi (1995)
- ESP Ra. De. (1998)
- Gaia Crusaders (1999)
- Guwange (1999)
- Guwange Special Version (2000)
- Hotdog Storm (1996)
- Koro Koro Quest (1999)
- Mazinger Z (1994)
- Power Instinct 2 / Gouketuji Ichizoku 2 (1994)
- Power Instinct Legends / Gouketuji Gaiden Saikyou Densetsu (1995)
- Pretty Soldier Sailor Moon (1995)
- The Ninja Master / Metamoqester (1995)
- Thunder Heroes (2001)
- Uo Poko (1998)